# Marie (roman de Marek Halter)
Pour les articles homonymes, voir Marie.
 (juillet 2017).
Si vous disposez d'ouvrages ou d'articles de référence ou si vous connaissez des sites web de qualité traitant du thème abordé ici, merci de compléter l'article en donnant les références utiles à sa vérifiabilité et en les liant à la section « Notes et références ».
Marie est un roman de Marek Halter publié en 2006.

## Résumé
L’histoire commence quelques années avant notre ère, Joachim a peur car les mercenaires d’Hérode fouillent le village à la recherche de rebelles qui ont attaqué la caserne. Avec sa femme Hannah, ils cachent leur fille de 13 ans, Miryem, dans un petit réduit aménagé sur le toit.
La jeune fille rencontre alors un des fugitifs, qu’elle cache à sa place dans le réduit, ce qui cause une belle frayeur à ses parents lorsque les mercenaires la trouvent cachée derrière un tas de bois.
Quelques années se passent sans qu’ils ne revoient le garçon, un nommé Barabbas qui va devenir le chef d’une bande de rebelles. Une espèce de Robin des bois avant l’heure car ils volent aux riches pour nourrir les pauvres. Et des pauvres au royaume d’Israël il y en a à cette époque car le peuple est écrasé sous les impôts, comme en ce jour où les percepteurs veulent prendre le seul objet de valeur qu’elle possède à une vieille femme. Joachim ne peut se retenir il bouscule le percepteur et le blesse et quand un des soldats s’interpose il se bat avec lui et le tue. Les autres l’arrêtent et il est conduit à une forteresse romaine où il va être mis en croix sans plus de procès.
Miryem ne voit qu’une solution pour sauver son père, s’adresser à Barabbas. Pour cela elle doit d’abord le trouver et se rend dans une grande ville où il passe pour être actif. En s’adressant aux plus pauvres des pauvres elle trouve un adolescent de son âge qui le conduit au jeune rebelle.
Il refuse d’attaquer la forteresse car il sait qu’il n’est pas de force, par contre sur les conseils d’un de ses hommes ils décident d’attaquer les quelques gardes qui garderont les croix, le 1re soir après le début du supplice. C’est ainsi qu’avec le concours de pécheurs ils peuvent s’enfuir en emmenant avec eux Joachim. Il est bien faible, car non seulement il a passé la journée sur la croix mais en plus il s’est blessé lorsqu’il est tombé une fois libéré. Néanmoins avec les soins constants de Miryem il se remet.
Barabbas a alors l’idée de réunir tous les chefs de mouvements s’opposant aux Romains pour mettre sur pied une révolution de grande ampleur. Malheureusement ils ne sont pas de force et n’arrivent pas à se mettre d’accord.
Miryem cerne bien le problème, le peuple n’est pas assez avec eux et celui qui doit les rassembler contre l’envahisseur n’est pas encore né.
Barabbas continue néanmoins sa guérilla en prenant de plus en plus de risques, c’est ainsi qu’alors que Miryem est installée à Magdala dans une communauté de femmes étudiant la science du monde entier elle le revoit une nuit, blessé qui lui amène l’adolescent qui l’avait conduit jusqu’à lui. Malgré tous les soins de la jeune femme son état se détériore et ils décident de la transporter à Damas ou Joseph d’Arimathie soigne les malades et est réputé pour faire des miracles. En route le jeune homme meurt et Miryem s’acharne à lui amener le corps en pensant qu’il va le ressusciter. Pendant des semaines elle perd alors la tête et Joseph à bien du mal à la guérir.
Finalement elle entre au service de la communauté et apprend à soigner les malades jusqu’au jour où un messager lui apprend que sa mère a été tuée par les Romains et où elle rentre chez elle.
Depuis la mort de son ami, elle le voit régulièrement et se promène tôt le matin dans la campagne pour discuter avec lui, jusqu’au jour où elle dit à son père qu’elle attend un enfant et que pourtant elle est toujours vierge. Elle prétend que cet enfant sera le libérateur d’Israël. 
Dans le village ils sont de plus en plus mis à l’écart au fur et à mesure que ventre s’arrondit, si bien que son père a peur qu’ils ne finissent pas être lynchés. C’est ainsi que lorsque les Romains annoncent que chacun doit retourner dans son village pour un recensement, Yossef, le charpentier chez qui ils sont cachés depuis que les Romains les recherchent, propose de l’emmener avec lui à Bethléem et de la déclarer comme sa femme.
Sur place, les Romains qui ne peuvent transcrire leurs noms, vont les transformer et c’est ainsi que Miryem devient Marie et Yossef Joseph.
L’auteur qui présente ce récit comme fruit de ses recherches le termine en ajoutant un manuscrit qu’il aurait traduit d’un texte ancien, copie supposée d’une lettre de Miryem à son amie de Magdala et qui serait l’évangile de Marie. Elle expliquerait à son amie que si Jésus n’a pas été suivi par le peuple c’est parce qu’elle l’a forcé à se dévoiler trop tôt lors des noces de Cana.
Pour qu’il ne meure pas sur la croix, avec l’aide de Joseph d’Arimathie et d’un centurion romain pour qui son fils avait fait un miracle, ils font croire que Jésus est mort en lui faisant boire un poison qui ralentit les fonctions vitales. Ils réussissent ensuite à obtenir de Pilate le corps que tout le monde croit sans vie qu’ils vont déposer dans un tombeau et soigner. 3 jours plus tard l’homme est suffisamment bien pour fuir la colère des Romains.